# Naturschutzgebiet Temporärer Mastberg

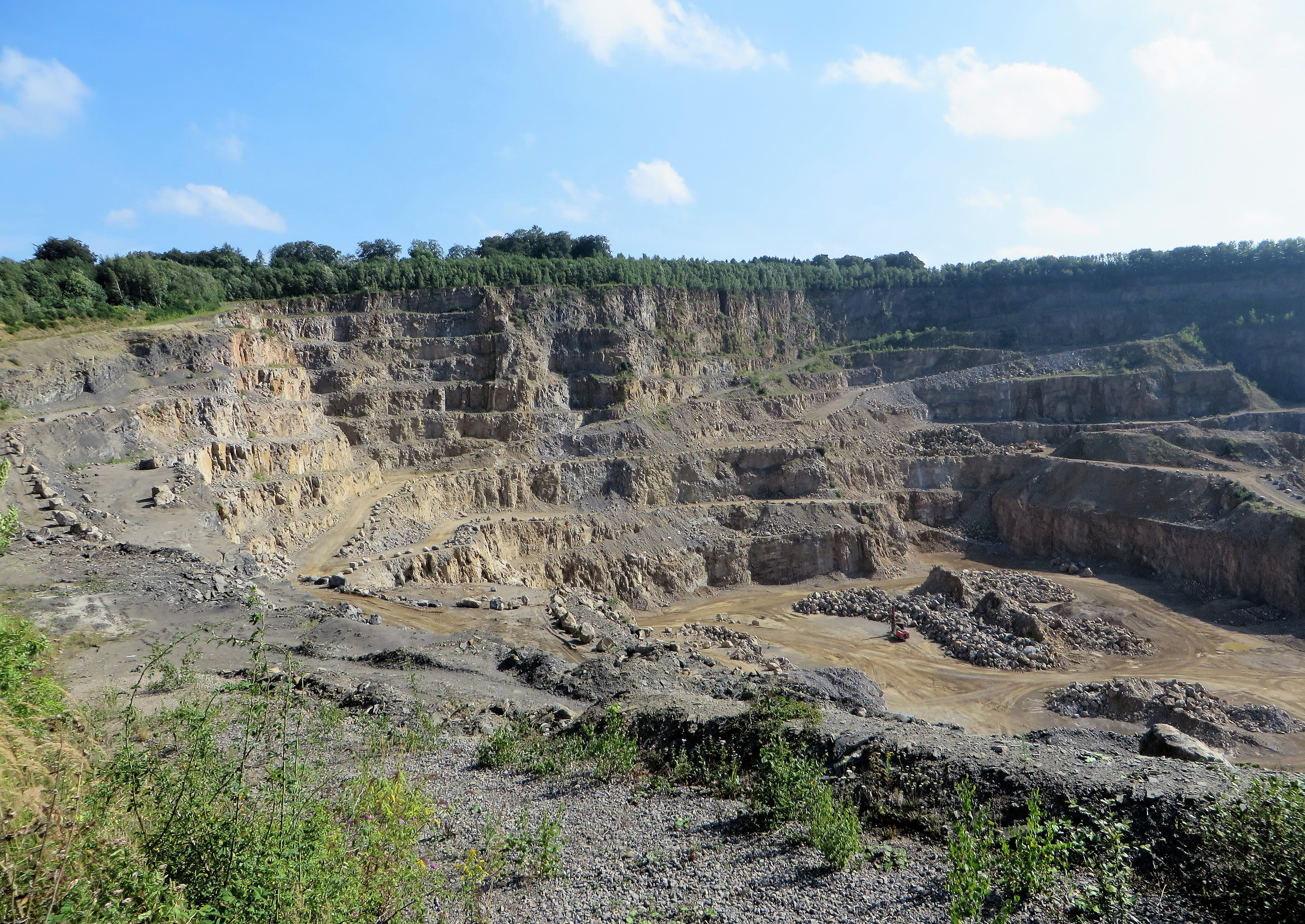
Oberhalb des Steinbruchs Donnerkuhle ist links das Naturschutzgebiet Temporärer Mastberg

Das Naturschutzgebiet Temporärer Mastberg mit einer Flächengröße von 18,20 ha und unter der Kennung HA-023 befindet sich auf dem Gebiet der kreisfreien Stadt Hagen in Nordrhein-Westfalen. Das Naturschutzgebiet (NSG) liegt im Hagener Stadtteil Holthausen. Das NSG wurde 1994 mit dem Landschaftsplan der Stadt Hagen vom Stadtrat von Hagen ausgewiesen. Dieser Bereich des Mastberges wurde nur temporär bzw. vorübergehend ausgewiesen, weil geplant war diesen Bereich des Berges durch den westlich angrenzenden Steinbruch Donnerkuhle von der Firma Rheinkalk abbauen zu lassen. Die NSG-Festsetzung tritt mit der Rechtsverbindlichkeit einer Gesteinsabbau-Genehmigung nach dem Bundesimmissionsschutzgesetz außer Kraft.
Im Norden grenzt das NSG direkt an die B 7. Im Westen liegt das Landschaftsschutzgebiet Hassley. Im Süden und Osten grenzt direkt das Naturschutzgebiet Mastberg und Weißenstein mit 88,13 ha an. Weiter südlich liegt das Naturschutzgebiet Lange Bäume und südöstlich das Naturschutzgebiet Hünenpforte. Noch weiter südöstlich das Naturschutzgebiet Raffenberg. Das NSG gehört mit den aufgeführten Naturschutzgebieten zum FFH-Gebiet Kalkbuchenwälder bei Hohenlimburg (DE 4611-301).

## Gebietsbeschreibung
Das NSG umfasst den nordwestlichen Teil der bewaldeten Kalkkuppe des Mastberges. Das NSG gehört zu den botanisch artenreichsten und vielfältigsten Gebieten Hagens. Im Orchideen-Kalk-Buchenwald stehen zahlreiche Orchideen.
In dem lichten 150 Jahre alten Buchenwald wachsen Pflanzen wie das Weiße Waldvöglein, das Schwertblättrige Waldvöglein, die Grünliche Kuckucksblume, Fliegenragwurz, das Einblütige Perlgras, der Waldmeister, das Wald-Bingelkraut, das Maiglöckchen, der Waldsanikel, die Finger-Segge, das Nickende Perlgras, die Aufrechte Trespe, das Manns-Knabenkraut, die Tollkirsche, die Echte Schlüsselblume und der Seidelbast. Es kommen Vogelarten wie Waldkauz, Mäusebussard, Buntspecht, Grünspecht, Schwarzspecht, Waldlaubsänger, Kuckuck, Baumpieper, Dorngrasmücke und der Feldschwirl vor.

## Schutzzweck
Das NSG wurde zum Erhalt und Förderung eines struktur- und altersheterogenen Laubwaldes einschließlich der gut strukturierten Waldränder mit seinen charakteristischen Pflanzen- und Tierarten und zur Erhaltung von Lebensgemeinschaften oder Lebensstätten bestimmter wildlebender Pflanzen- und wildlebender Tierarten am Mastberg als Naturschutzgebiet ausgewiesen.